# Närstads gruvfält

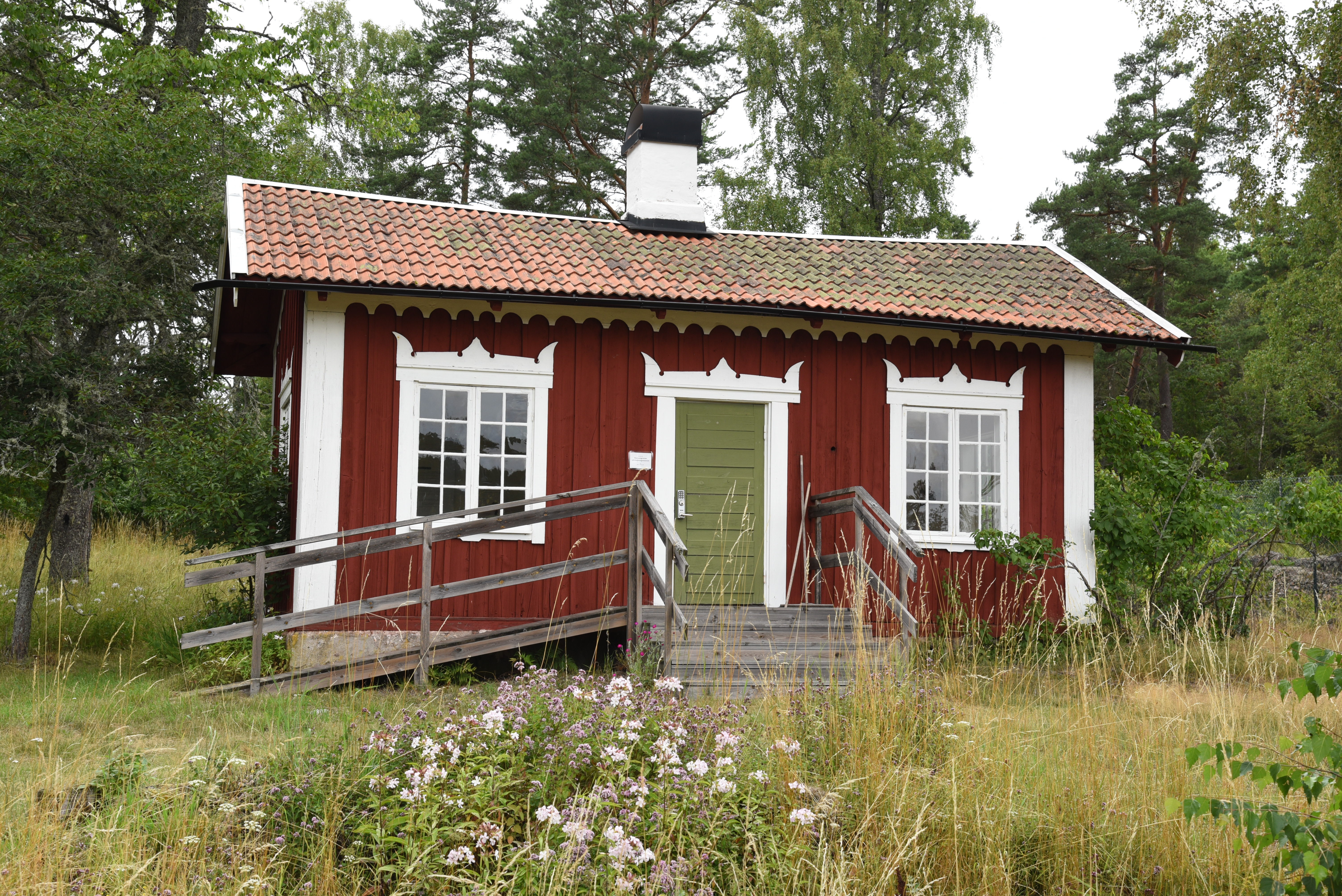
Mormorsgruvans gruvmuseum.

Närstads gruvfält ligger i Åtvidabergs kommun i Östergötland. Här bröts koppar i flera olika gruvor.
Gruvområde består av ett tiotal gruvhål samt högar av skrotsten. Den största gruvan var Mormorsgruvan som var 407 meter djup. Det största gruvhålet är ett 40 x 7 meter stort schakt. Kring ett flertal gruvhål är stenmurar uppbyggda. Samtliga gruvhål är vattenfyllda.
Enligt en sägen skulle gruvan ha varit i användning redan under tiden före digerdöden. Mormorsgruvan anses vara den äldsta och upptogs på nytt 1790 då den var cirka 48 meter djup. 1866 bedömdes Mormorsgruvan vara den djupaste gruvan i Sverige med 390 meter. Produktionen av koppar var som störst 1869. Efter att delar av gruvan rasat och förstört pumpanordningen 1872 upphörde gruvdriften.